# 斯科茨布拉夫國家紀念區
斯科茨布拉夫国家保护区（英語：Scotts Bluff National Monument）位於美国內布拉斯加州西部的傑靈。這一公園每年有超過10萬人參觀。斯科茨布拉夫縣和斯科茨布拉夫市得名於此。

## 外部連結
- 官方网站
- Historic American Engineering Record (HAER) No. NE-11, "Scotts Bluff Summit Road, Gering, Scotts Bluff County, NE"
- 美國地質調查局地名資訊系統：Scotts Bluff National Monument